# Дзалантхеві
Дзалантхеві (груз. ძალანთხევი) — село в Грузії.
За даними перепису населення 2014 року в селі проживає 14 осіб.